# Campeonato Paranaense 1930
In 1930 werd het zestiende Campeonato Paranaense gespeeld voor voetbalclubs uit de Braziliaanse staat Paraná. De competitie werd gespeeld van 27 april 1930 tot 3 maart 1931. Enkel de resultaten van de voorronde van de competitie van Curitiba zijn bekend. De winnaar nam het op tegen de kampioen van het Campeonato do Interior, Operário. Atlético Paranaense won de finale en werd kampioen.

## Campeonato Curitiba
| Plaats | Club                | Wed. | W | G | V | Saldo | Ptn. |
| ------ | ------------------- | ---- | - | - | - | ----- | ---- |
| 1.     | Atlético Paranaense | 8    | 6 | 1 | 1 | 21:11 | 13   |
| 2.     | Palestra Itália     | 8    | 5 | 1 | 2 | 35:10 | 11   |
| 3.     | Coritiba            | 8    | 5 | 1 | 2 | 22:11 | 11   |
| 4.     | Britânia            | 8    | 2 | 0 | 6 | 18:25 | 4    |
| 5.     | Aquidaban           | 5    | 0 | 2 | 3 | 8:28  | 2    |
| 6.     | Paranaense          | 5    | 0 | 1 | 4 | 5:24  | 1    |

|  | Finale |

## Finale
|                     |                     |       |          |  |
| 3 maart 1931 Finale | Atlético Paranaense | 1 – 0 | Operário |  |
| 3 maart 1931 Finale |                     |       |          |  |

## Kampioen
| Campeonato Paranaense de 1930           |
| Paraná                                  |
| --------------------------------------- |
| ATLÉTICO PARANAENSE Kampioen (3° titel) |